# Propuestas para un Estado judío

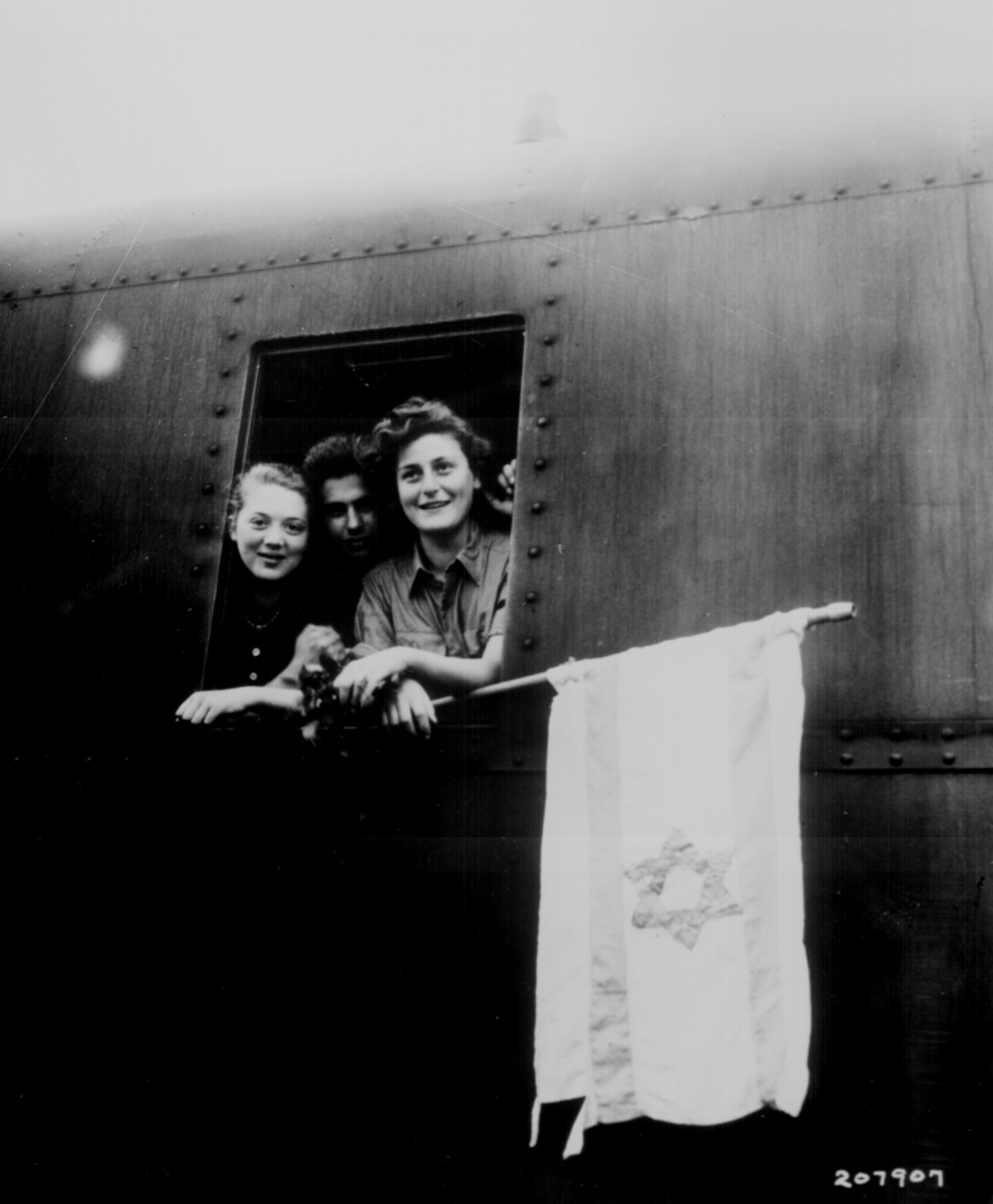
Niños judíos rescatados del campo de concentración de Buchenwald en 1945 siendo llevados al estado para los judíos en el Mandato Británico de Palestina (actualmente conocido como Estado de Israel), que fue la propuesta que terminó siendo la ganadora.

Hubo varias propuestas para un Estado judío en el curso de la historia judía, entre la destrucción del antiguo Israel y la fundación del moderno Estado de Israel. Mientras que algunos de ellos han entrado en existencia, otros nunca fueron implementados. La patria nacional judía generalmente se refiere al Estado de Israel o la Tierra de Israel, dependiendo de las creencias políticas y religiosas. Los judíos y sus partidarios, así como sus detractores y antisemitas, han presentado diferentes planes para un Estado judío.

## Propuestas anteriores a 1948

### Programa para la Uganda Británica
El Programa para la Uganda Británica era un plan para dar una porción del África Oriental Británica al pueblo judío como patria. La oferta fue hecha por primera vez por el Secretario Colonial Británico Joseph Chamberlain al grupo sionista de Theodor Herzl en 1903. Ofreció 13.000 kilómetros cuadrados de la meseta de Mau en lo que actualmente es Kenia. La oferta fue una respuesta a los pogromos contra los judíos en Rusia, y se esperaba que el área podría ser un refugio contra las persecuciones para el pueblo judío. 
La idea fue presentada al Congreso Sionista de la Organización Sionista Mundial en su sexta reunión en 1903 en Basilea, donde se produjo un feroz debate. La tierra africana fue descrita como una «antesala a Tierra Santa», pero otros grupos sintieron que aceptar la oferta haría más difícil establecer un Estado judío en Palestina. La moción para considerar el plan fue aprobada con 295 votos a favor y 177 en contra.
Al año siguiente, una delegación de tres hombres fue enviada para inspeccionar la meseta. Su alta elevación le otorgaba un clima templado, haciéndola apta para el asentamiento europeo. Sin embargo, los observadores encontraron una tierra peligrosa llena de leones y otras criaturas. Por otra parte, estaba poblada por un gran número de masái que no parecía en absoluto favorable a una afluencia de personas procedentes de Europa. Después de recibir este informe, el Congreso decidió en 1905 declinar cortésmente la oferta británica.

### Óblast Autónomo Hebreo

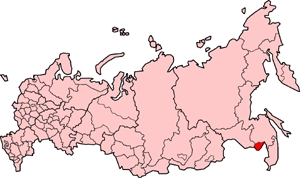
Óblast Autónomo Hebreo en Rusia

El Óblast Autónomo Hebreo fue fundado en 1928 como el «Distrito Nacional Judío». Fue el resultado de la política nacional de Lenin, mediante la cual cada grupo nacional de los que componían a la Unión Soviética recibiría un territorio en el cual tendría autonomía cultural en un marco socialista. En este sentido, fue también una respuesta a dos supuestas amenazas al Estado soviético: el judaísmo, que iba en contra del ateísmo marxista; y el sionismo, el cual iba en contra de la visión soviética sobre el nacionalismo. La idea era crear una nueva "Sion soviética", donde una cultura judía proletaria pudiera surgir. El idioma oficial sería el yidis, en lugar del idioma hebreo, y las nuevas artes y literatura socialistas reemplazarían finalmente al judaísmo como expresión de cultura. 
La teoría de Iósif Stalin sobre la cuestión nacional sostenía que un grupo solo podía ser nación si tenían un territorio, y como no había un territorio judío, los judíos no eran una nación y no tenían derechos como tal. Los comunistas de origen judío argumentaban que la manera de resolver este dilema ideológico era creando un territorio judío, de ahí la motivación para formar un óblast autónomo judío. Políticamente hablando, era considerado deseable crear una patria judía dentro de la URSS como una alternativa al sionismo y a la teoría propuesta por sionistas socialistas como Dov Ber Borojov, que afirmaba que la "cuestión judía" se podía resolver creando un territorio judío en Palestina. De esta manera, Birobidzhán fue importante para los propósitos propagandísticos contra el sionismo, que era una doctrina que rivalizaba con el marxismo entre los judíos izquierdistas. El impacto de la propaganda fue tan efectivo que miles de judíos emigraron hacia Birobidján incluso desde fuera de la Unión Soviética, incluyendo a algunos que ya estaban establecidos en los kibutzim de Palestina. Otra meta importante del proyecto de Birobidján era incrementar el número de asentamientos humanos en el Lejano Oriente soviético, especialmente a lo largo de la vulnerable frontera con China. En 1928 prácticamente no había asentamientos en el área, mientras que los judíos tenían raíces profundas en la parte occidental de la Unión Soviética, en Ucrania, Bielorrusia y la propia Rusia (la antigua Zona de Asentamiento). De hecho, inicialmente había propuestas de crear una República Soviética Judía en Crimea o en partes de Ucrania, pero éstas fueron rechazadas por temor de rechazo entre los gentiles de esas zonas.
La geografía y el clima de Birobidján eran extremos, y los nuevos pobladores tendrían que reconstruir sus vidas desde el principio. Algunos historiadores han proclamado que Stalin estaba también motivado por antisemitismo al seleccionar Birobidján, para así mantener a los judíos tan lejos de los centros de poder del país como fuera posible. A pesar de las dificultades, un pequeño flujo migratorio de judíos comenzó a llegar a la región. El experimento de Birobidján llegó a un alto a mediados de los años 30, durante una campaña de expulsiones que tuvo lugar en tiempos de Viacheslav Mólotov. Líderes judíos fueron arrestados y ejecutados. Las escuelas yidis fueron cerradas.
Tras la Segunda Guerra Mundial, resurgió la idea de crear en Birobidján un posible hogar para los refugiados judíos. Para ese entonces la población judía de la región creció hasta alcanzar casi la tercera parte del total. Pero tales esfuerzos terminaron al crearse el Estado de Israel en 1948. Con el colapso de la URSS y las nuevas políticas de emigración, la mayor parte de la población judía que quedaba en el país partió hacia Alemania e Israel.

### Plan Madagascar

Madagascar en África

El Plan Madagascar fue una política sugerida por el gobierno de la Alemania nazi para trasladar a la población judía de Europa a la isla de Madagascar.
La evacuación de los judíos europeos a la isla de Madagascar no era un concepto nuevo. Henry Hamilton Beamish, Arnold Leese, Lord Moyne, el estudioso alemán Paul de Lagarde y los gobiernos británico, francés y polaco habían contemplado la idea. La Alemania nazi se apoderó de ella, y en mayo de 1940, en sus Reflexiones sobre el Tratamiento de los Pueblos de Razas Extranjeras en el Este, Heinrich Himmler declaró: «Espero que el concepto de judíos se extinga por completo con la posibilidad de un gran emigración de todos los judíos a África o a alguna otra colonia».
Aunque algunos discípulos nazis bien conocidos, como Julius Streicher, Hermann Göring y Joachim von Ribbentrop, habían discutido este plan en 1938, no fue sino hasta junio de 1940 cuando el plan se puso en marcha. Como la victoria en Francia era inminente, estaba claro que todas las colonias francesas pronto estarían bajo control alemán, y el Plan Madagascar podría realizarse. También se consideró que un posible tratado de paz con Gran Bretaña pondría a la marina británica a disposición de Alemania para su uso en la evacuación.
Con la aprobación de Hitler, Adolf Eichmann publicó un memorándum el 15 de agosto de 1940 en el que se pedía el reasentamiento de un millón de judíos por año durante cuatro años, con la isla gobernada como Estado policial bajo el control de la SS. El plan fue pospuesto después de que los alemanes no pudieron derrotar a los británicos en la Batalla de Inglaterra más tarde en 1940. En 1942, la llamada "Solución Territorial a la cuestión judía" fue abandonada en favor de la «Solución Final a la Cuestión judía». 

### Algunas otras propuestas

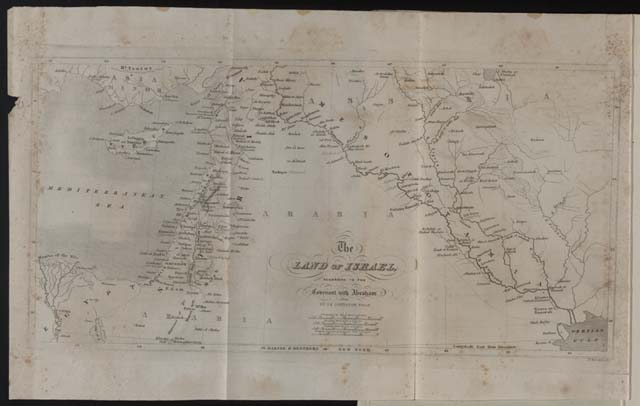
La Tierra de Israel, según lo expuesto en el Discurso sobre la Restauración de los Judíos, escrito por M.M. Noah en 1844

- En 1820, en un esfuerzo precursor del sionismo moderno, Mordecai Manuel Noah intentó fundar una patria judía en Grand Island, en el río Niágara, a ser llamada "Ararat", en honor del monte Ararat, el lugar de descanso del Arca de Noé, según la Biblia. Él erigió un monumento en la isla que decía "Ararat, una ciudad de refugio para los judíos, fundada por Mordecai M. Noah en el mes de Tishri, 5586 (septiembre de 1825) y en el quincuagésimo año de la independencia americana.[5][6] En su Discurso sobre la Restauración de los Judíos Noah proclamó su fe de que los judíos regresarían y reconstruirían su antigua patria.[7]

- Argentina también ha sido una opción para el movimiento sionista. En 1896 Theodor Herzl escribió en su libro El Estado Judio: "La Argentina es, por naturaleza, uno de los países más ricos de la tierra, de superficie inmensa, población escasa y clima moderado. La República Argentina tendría el mayor interés en cedernos una parte de su territorio. La actual infiltración de los judíos los ha disgustado, naturalmente; habría que explicar a la Argentina la diferencia radical de la nueva emigración judía." [8] Esta cita ha dado pie para teorías como el Plan Andinia.

- Un médico judío ruso que residía en Francia llamado M.L. Rothstein propuso en septiembre de 1917 el establecimiento de Arabia Oriental, un Estado judío en Al-Hasa (en la actual Arabia Saudí).[9][10]

- El Plan Kimberley fue un plan fracasado propuesto por la Liga Freeland, dirigida por Isaac Steinberg, para reubicar a los refugiados judíos de Europa en la región de Kimberley en Australia antes y durante el Holocausto.[11]

- En 1941, Lord Moyne sugirió a David Ben-Gurion que los refugiados judíos podrían ser reasentados en Prusia Oriental después de que Alemania fuera derrotada y los habitantes alemanes de la zona fueran expulsados. Ben-Gurion respondió que «la única manera de llevar a los judíos a ir a Prusia Oriental sería con ametralladoras».[12]

- A pesar de la poca evidencia para sugerir que los japoneses habían contemplado un estado judío o una región autónoma judía, el rabino Marvin Tokayer y Mary Swartz publicaron un libro llamado The Fugu Plan en 1979. En este libro parcialmente novelado, Tokayer & Swartz dieron el nombre de Plan Fugu o Fugu Plot (河豚 計画 Fugu keikaku) a los memorandos escritos en el Japón Imperial de la década de 1930 proponiendo el establecimiento de refugiados judíos escapando de la Europa ocupada por los nazis en los territorios japoneses. Tokayer y Swartz afirman que el plan, considerado por sus defensores como algo arriesgado pero potencialmente gratificante para Japón, recibió el nombre de la palabra japonesa para puffer-fish, una delicadeza que puede ser fatalmente venenosa si se prepara incorrectamente.[13]

- Un plan para que los judíos asentaran el área de Sitka en Alaska, el Informe Slattery, fue propuesto por Harold L. Ickes (secretario del interior de Estados Unidos durante el mandato del presidente Franklin Delano Roosevelt) en 1939 pero fue rechazado.[14] Según las observaciones de Ickes, el presidente Roosevelt quería trasladar 10.000 colonos a Alaska cada año durante cinco años, pero solo un 10 por ciento sería judío «para evitar la indudable crítica» que recibiría el programa si traía demasiados judíos al país. Con el apoyo de Ickes, el Subsecretario del Interior Harold Slattery escribió una propuesta formal titulada El Problema del Desarrollo de Alaska, que se conoció como el Informe Slattery. Hizo énfasis en los beneficios del desarrollo económico en vez de la ayuda humanitaria: los refugiados judíos, según Ickes, «abrirían oportunidades en los campos industriales y profesionales ahora cerrados a los judíos en Alemania».[15]

- En 1939 se desarrolló un plan para reubicar a un determinado número de refugiados judíos en la Guayana Británica. En marzo de 1940, se planteó la cuestión de una patria judía alternativa y se examinó la Guayana Británica (hoy Guyana) en este contexto. Pero el gobierno británico decidió que «el cuestión es actualmente demasiado problemática como para admitir la adopción de una política definida y debe dejarse a la decisión de algún futuro gobierno en los años venideros».[16]

## Propuestas para un segundo estado judío
Después de la creación del Estado de Israel, se logró el objetivo de establecer un estado judío. Sin embargo, desde entonces, ha habido propuestas para un segundo estado judío, además de Israel.
- Muchos colonos israelíes en Cisjordania han considerado declarar la independencia como Estado de Judea si Israel se retirara de Cisjordania. La idea surgió por primera vez después de la declaración de la OLP de un estado palestino en 1988. Algunos activistas de los colonos temían que Israel se inclinaría ante la presión internacional y se retiraría de Cisjordania, y trataron de sentar las bases para un estado halájico (regido por la ley religiosa judía) en Cisjordania en caso de que esto sucediera. En enero de 1989, varios cientos de activistas se reunieron y anunciaron su intención de crear tal estado en caso de retirada israelí.[17][18][19] La idea se ha planteado varias veces desde entonces.

- En mayo de 2007, el estudiante de arte israelí Ronen Eidelman, que estaba estudiando en Alemania en ese entonces, lanzó el movimiento "Medinat Weimar", un movimiento político para el establecimiento de un segundo estado judío en Turingia, Alemania, con Weimar como su capital.[20]

## Propuestas antisionistas para hogares judíos alternativos
Como el Antisionismo tiene oposición a la existencia de Israel en el Medio Oriente, un ala más pequeña del antisionismo se centra en las circunstancias del conflicto resultante en toda la región que siguió a la proclamación del Estado de Israel en 1948. Esta ideología propone el hipotético reasentamiento de toda la población judía israelí en otra región aislada del mundo fuera de Oriente Medio.

### Propuesta de deportación de israelíes a Europa central
Antisionistas prominentes como Azzam Tamimi y Helen Thomas han propuesto el envío de los judíos en Israel a países de Europa o América.
En un debate palestino-israelí sobre la televisión iraní, que fue transmitido por Press TV el 14 de enero de 2008, Tamimi debatió al profesor israelí Yossi Mekelberg. En respuesta a Mekelberg, afirmando que «Necesitamos justicia para todos, y les diré dónde ...», Tamimi declaró: «¿Justicia? regresen a Alemania, eso es justicia. Conviertan a Alemania en su estado, no Palestina. ¿Por qué Palestina debería ser un Estado judío?, ¿Por qué?».
En enero de 2006 Tamimi escribió que la creación del Estado de Israel «era una solución a un problema europeo y los palestinos no están obligados a ser los chivos expiatorios para el fracaso de Europa en reconocer a los judíos como seres humanos con derechos inalienables. Hamás, como todos los palestinos, se niega a pagar por los criminales que perpetraron el Holocausto, pero Israel es una realidad y por eso Hamás está dispuesto a tratar con esa realidad de una manera compatible con sus principios».
El Instituto de Investigación de Medios de Comunicación del Medio Oriente (MEMRI, por sus siglas en inglés) proporcionó la siguiente cita de un artículo publicado por Tamimi en 1998: «Si los occidentales en su conjunto -y los alemanes en particular- están inmersos en sentimientos de culpa por lo que han perpetrado contra los judíos, ¿no sería justo que actuaran juntos para expiar por sus pecados, concediendo a los judíos una patria nacional en Europa central, por ejemplo, dentro de uno de los estados alemanes?, O, ¿por qué los Estados Unidos, el padre del sionismo por adopción, conceda [a los judíos] uno de sus más de cincuenta estados?».
Helen Thomas, periodista libanesa-estadounidense y corresponsal de United Press International, declaró en una entrevista de 2010 que los judíos «salgan de Palestina y regresen a Polonia, Alemania, Estados Unidos y otras partes. ¿Por qué empujar a la gente de allí que han vivido allí durante siglos?».

### Propuestas de Mahmud Ahmadinejad para un estado judío

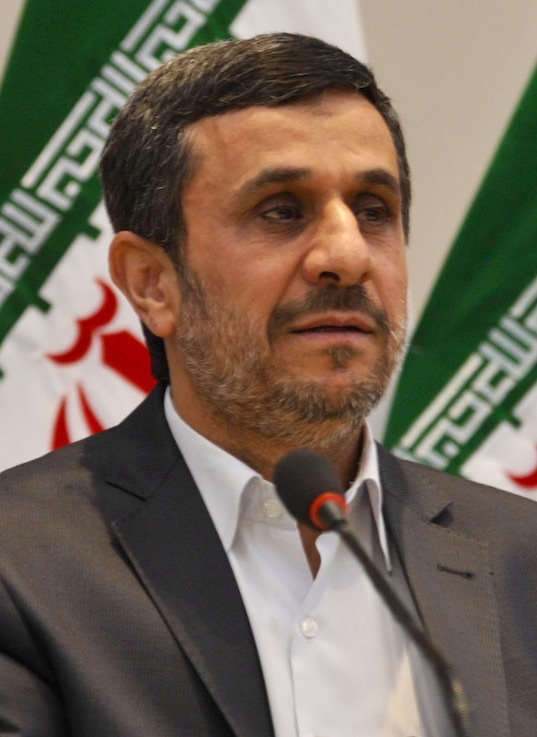
Mahmud Ahmadinejad, presidente de Irán entre 2005 y 2013

El 8 de diciembre de 2005, en una entrevista con el canal iraní en lengua árabe Al-Alam, citado por la BBC, el presidente de Irán Mahmud Ahmadinejad dijo que si Alemania y Austria se sentían responsables de la masacre de judíos durante la Segunda Guerra Mundial, deberían albergar un estado de Israel en su propio suelo. Ahmadinejad dijo también que la mayoría de los judíos «no tienen raíces en Palestina, pero tienen el destino de Palestina en sus manos permitiéndose matar al pueblo Palestino». Ahmadinejad añadió:

Algunos países europeos insisten en decir que durante la Segunda Guerra Mundial, Hitler quemó a millones de judíos y los puso en campos de concentración. Cualquier historiador, comentarista o científico que duda de eso es puesto en prisión o se condena. Aunque no aceptamos este reclamo, si suponemos que es verdad... si los europeos son honestos deberían dar alguna de sus provincias en Europa – como en Alemania, Austria u otros países – a los sionistas y los sionistas pueden establecer su estado en Europa. Ofrezcan parte de Europa y lo apoyaremos.

Este comentario fue recibido con indignación por parte de los países occidentales y las Naciones Unidas.
En un discurso televisado dado el 14 de diciembre de 2005 en la ciudad iraní de Zahedán, la prensa occidental reportó que Ahmadineyad hizo las siguientes declaraciones negacionistas con respecto al Holocausto judío:

Ellos han inventado una leyenda en la cual los judíos fueron masacrados y la pusieron por encima de Dios, las religiones y los profetas. En Occidente se le ha dado mayor significado al mito del genocidio judío, aún más que a Dios, la religión y los profetas, y se trata de manera severa con aquellos que niegan esta leyenda pero no hacen nada a aquellos que niegan a Dios, la religión y los profetas. Si ustedes quemaron a los judíos, ¿por qué no le dan a Israel un pedazo de Europa, Estados Unidos, Canadá o Alaska? Nuestra pregunta es, si ustedes cometieron el crimen, ¿por qué una nación inocente como Palestina tiene que pagar por ese crimen?

Israel, Estados Unidos, la Comisión Europea y varios países europeos reaccionaron con indignación ante estas expresiones.

### Críticas
Tales propuestas para eliminar judíos de Israel/Palestina (o, al menos, reclamar otro territorio como una patria mejor para el pueblo judío que Israel) han sido criticadas como contradictorias tanto del derecho a la autodeterminación como de los derechos territoriales indígenas. Además, las sugerencias o demandas para que los judíos vuelvan a Europa central se consideran implícitamente dirigidas o minimizando la historia de la intolerancia contra los judíos asquenazíes en Europa Central (incluyendo, entre otros eventos, la Solución Final promulgada por el Partido Nazi Alemán). 
Yoram Dori, en una columna publicada en el periódico israelí The Jerusalem Post, reprochó a Helen Thomas su deseo de «exiliarnos de regreso al infierno, como si nada hubiera sucedido hace 65 años en Europa, como si nuestras manos no estuvieran extendidas para la paz desde el establecimiento del estado». Richard Cohen, en una columna publicada en el Washington Post, describió los comentarios de Thomas como «reveladores de lo poco que sabía», citando los episodios de violencia posteriores a la Segunda Guerra Mundial contra los judíos polacos que regresaban a sus aldeas de origen desde campamentos de desplazados.
Por último, hay millones de judíos mizrajíes y judíos sefardíes que proceden de países distintos de los países tradicionales de Europa central, a donde deberían volver los judíos según esas propuestas.